# Nová Ves v Horách
Nová Ves v Horách (Duits: Gebirgsneudorf) is een Tsjechische gemeente in de regio Ústí nad Labem, en maakt deel uit van het district Most.
Nová Ves v Horách telt 465 inwoners.

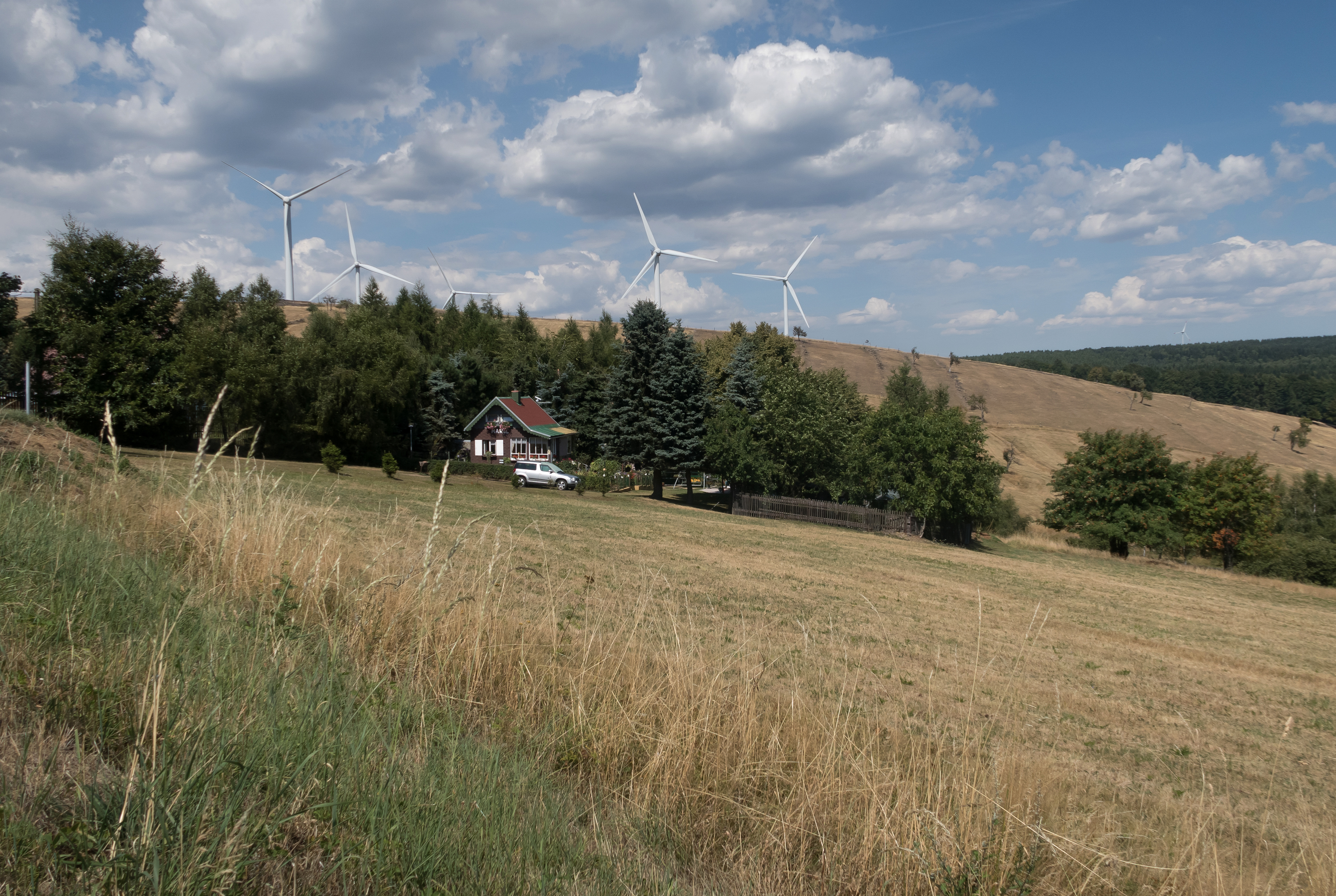
Windturbines in panorama bij Nová Ves v Horách

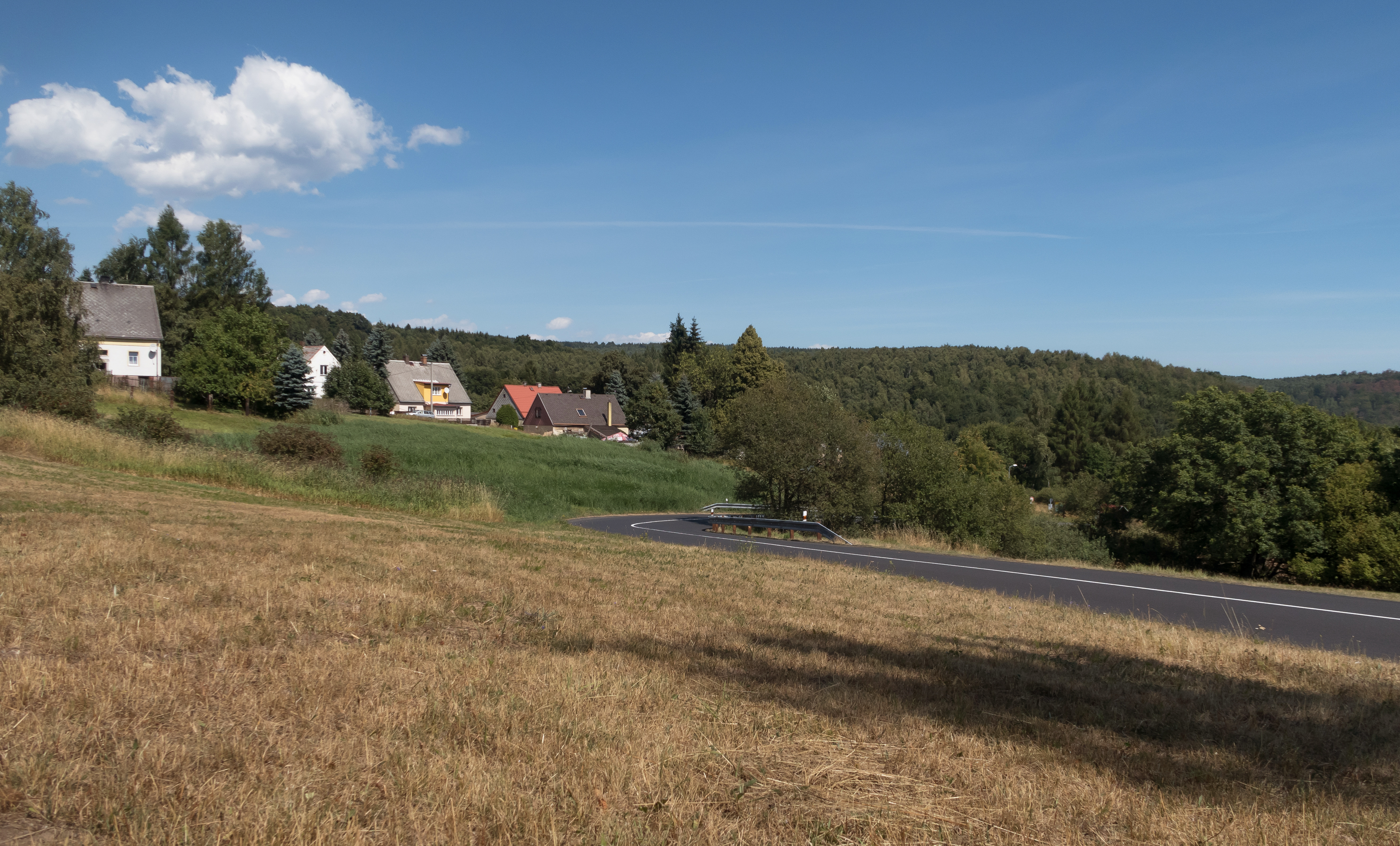
Wegpanorama bij Nová Ves v Horách

Bečov ·
Bělušice ·
Braňany ·
Brandov ·
Český Jiřetín ·
Havraň ·
Hora Svaté Kateřiny ·
Horní Jiřetín ·
Klíny ·
Korozluky ·
Lišnice ·
Litvínov ·
Lom ·
Louka u Litvínova ·
Lužice ·
Malé Březno ·
Mariánské Radčice ·
Meziboří ·
Most ·
Nová Ves v Horách ·
Obrnice ·
Patokryje ·
Polerady ·
Skršín ·
Volevčice ·
Želenice